# Большая Орша
Большая Орша (мар. Кугу Ӧрша) — деревня в Оршанском районе Республики Марий Эл. Входит в состав Марковского сельского поселения.

## География
Находится в северной части республики Марий Эл на расстоянии приблизительно 5 км на запад от районного центра посёлка Оршанка.

## История
Известна с 1723 года как деревня Орша Большеоршинской волости Царевококшайского уезда с 40 дворами и мужским населением 84 человека, мари. В 1829 году здесь насчитывалось 200 новокрещёных черемис в 19 дворах. В 1866 году в 26 дворах проживали 276 человек. В 1891 году в деревне (уже Большая Орша) было 59 дворов, проживали 338 человек, мари. В 1926 году в деревне Большая Орша числилось 105 хозяйств, 509 человек. В 2004 году в деревне числилось 128 домов. В советское время работали колхозы «Йошкар-Орша» и «За мир».

## Население
Население составляло 435 человека (мари 54 %) в 2002 году, 429 в 2010.